# Pablo Castrillo
Pablo Castrillo Zapater (Jaca, Huesca, 2 de enero de 2001) es un ciclista español que compite con el equipo Movistar Team.

## Biografía
Se inició en la competición ciclista en la categoría cadete, inspirado por su hermano mayor Jaime, que también es ciclista profesional.
En 2020 se incorporó al club Lizarte, reserva del nuevo equipo continental Kern Pharma. Durante la temporada 2022 se distinguió al ganar la Subida a Gorla, una reconocida prueba para jóvenes escaladores en España. También ganó el Memorial Valenciaga, prueba de la Copa de España Amateur, así como campeón de España en contrarreloj sub-23.
Finalmente se profesionalizó en 2023 dentro de la formación de Kern Pharma, después de haber realizado su periodo de stagiaire allí.
El 29 de agosto de 2024 ganó la 12.ª etapa de la Vuelta a España. El mismo día había fallecido Manolo Azcona, creador del equipo Kern Pharma, a quien fue dedicada la victoria. Repitió triunfo tres días después en la cima del Cuitunigru. Sus buenas actuaciones le valieron que varios equipos de categoría UCI WorldTeam se interesaran por ficharlo para la siguiente temporada. Finalmente la formación española de Movistar Team fue la que consiguió ficharlo para su plantilla de 2025.

## Palmarés
2024
- 2 etapas de la Vuelta a España

## Resultados

### Grandes Vueltas
| Carrera | Carrera         | 2023 | 2024 | 2025  |
| ------- | --------------- | ---- | ---- | ----- |
|         | Giro de Italia  | —    | —    | —     |
|         | Tour de Francia | —    | —    | 110.º |
|         | Vuelta a España | —    | 64.º | —     |

—: no participa

Ab.: abandono

### Vueltas menores
| Carrera | Carrera              | 2023  | 2024 | 2025 |
| ------- | -------------------- | ----- | ---- | ---- |
|         | París-Niza           | —     | —    | 11.º |
|         | Volta a Cataluña     | 116.º | 30.º | —    |
|         | Vuelta al País Vasco | —     | Ab.  | Ab.  |
|         | Tour de Romandía     | —     | —    | 51.º |
|         | Vuelta a Suiza       | —     | —    | 9.º  |

—: no participa

Ab.: abandono

### Clásicas y Campeonatos
| Carrera               | Carrera               | 2023 | 2024 | 2025 |
| --------------------- | --------------------- | ---- | ---- | ---- |
| Clásica San Sebastián | Clásica San Sebastián | 24.º | 17.º |      |
| Mundial en Ruta       | Mundial en Ruta       | —    | 62.º |      |
| España en Ruta        | España en Ruta        | 67.º | 7.º  | Ab.  |
| España Contrarreloj   | España Contrarreloj   | 9.º  | 8.º  | —    |

—: No participa

Ab.: Abandona

## Equipos
- Kern Pharma (08.2022-12.2022) (stagiaire)
- Kern Pharma (2023-2024)
- Movistar Team (2025-)